# Odontopyge attenuata
Odontopyge attenuata är en mångfotingart som beskrevs av Filippo Silvestri 1895. Odontopyge attenuata ingår i släktet Odontopyge och familjen Odontopygidae. Inga underarter finns listade i Catalogue of Life.